# Селезниха
Селезниха — село в Пугачёвском районе Саратовской области России, в составе сельского поселения Надеждинское муниципальное образование.

## Физико-географическая характеристика
Село находится в Заволжье, на правом берегу реки Малый Иргиз. Высота центра населённого пункта — 43 метра над уровнем моря. Почвы — чернозёмы южные.
Село расположено примерно в 25 км по прямой в северо-западном направлении от районного центра города Пугачёв. По автомобильным дорогам расстояние до районного центра составляет 27 км, до областного центра города Саратов — 260 км, до Самары — 210 км.
Часовой пояс
Селезниха, как и вся Саратовская область, находится в часовой зоне МСК+1. Смещение применяемого времени относительно UTC составляет +4:00.

## Население
| 2002 | 2010 |
| ---- | ---- |
| 471  | ↘463 |

Динамика численности населения по годам:
| Годы      | 1859 | 1889 | 1897 | 1910 | 2002 |
| --------- | ---- | ---- | ---- | ---- | ---- |
| Население | 1322 | 1644 | 1922 | 2086 | 471  |

Национальный состав
Согласно результатам переписи 2002 года, в национальной структуре населения русские составляли 82 %

## История
В Списке населённых мест Самарской губернии по данным 1859 года населённый пункт упомянут как казённое село Николаевского уезда при реке Малый Иргиз, расположенное по левой стороне почтовой дороги из Николаевска в Самару, ближе к границе Самарского уезда, в 25 верстах от уездного города Николаевска. В селе имелось 174 двора, проживало 710 мужчин и 612 женщин.
Согласно Списку населённых мест Самарской губернии по сведениям за 1889 год село относилось к Шиншиновской волости, в селе насчитывалось 1644 жителя (русские, православные и раскольники), земельный надел составлял 6835 десятин удобной и 471 десятина неудобной земли, функционировали церковь, школа, земская школа, проводились 2 ярмарки, работал урядник.
Согласно переписи населения 1897 года в селе проживало 1922 жителя, из них православных - 1776
По данным 1910 года в селе Селезниха Селезнихинской волости (бывшая Шиншиновская волость) имелось 369 дворов и проживали 1017 мужчины и 1069 женщин. Функционировали церковь, земская и 2 церковно-приходские школы, земская станция, работали урядник, врач, фельдшер и акушерка, 5 ветряных и 2 мельницы с нефтяным двигателем, проводились 2 ярмарки.

## Связь
Сотовая связь и высокоскоростной мобильный интернет стандарта 4G/LTE.